# Luis Mejía Cajar
Luis Ricardo Mejía Cajar (Ciudad de Panamá, 16 de marzo de 1991) es un futbolista panameño. Es internacional en la Selección de fútbol de Panamá y actualmente juega en Nacional de la Primera División Uruguaya.

## Trayectoria

### Inicios
Mejía nació en la Ciudad de Panamá. Comenzó su carrera futbolista en el 2006 en las categorías inferiores del Tauro FC jugando diferentes torneos juveniles; en el 2008 fue anunciada su llegada a las categorías inferiores del Centro Atlético Fénix de 2008 hasta el 2009 jugó con la sub-19 del fénix, en 2010 fue anunciado su cesión al RCD Mallorca B en donde solo duro 6 meses con dicho club.

### CA Fénix
El 30 de junio de 2010 fue anunciado su regreso al Centro Atlético Fénix tras su cesión en España. Debutó con el club el 21 de agosto de 2010 en el empate 1 a 1 contra el Tacuarembó FC en el Estadio Parque Capurro en donde fue suplente y entró al minuto 6 por la lesión de Danilo Lerda. En el Campeonato Uruguayo de Primera División 2010-11 jugó 13 partidos en el Torneo Apertura en donde le marcaron 18 goles quedando en la décima posición.

### Toulouse FC
El 5 de enero de 2011 fue anunciado como nuevo jugador del Toulouse FC cedido por el CA Fénix. En la Ligue 1 2010-11 estuvo en la etapa final de la liga en donde no puedo debutar con el club estando en varias jornadas en el banco de suplente el club quedó en la octava posición.

### CA Fénix
El 30 de junio de 2011 fue anunciado su regreso al CA Fénix tras su cesión en el Toulouse FC siento esta su segunda etapa con el club. Disputó su primer partido tras su regresó el 19 de febrero de 2012 en la derrota 0 a 2 contra el Centro Cultural y Deportivo El Tanque Sisley en el Estadio Parque Capurro en donde fue titular y jugó todo el partido. En el Campeonato Uruguayo de Primera División 2011-12 jugó 12 partidos en el Torneo Clausura en donde le encajaron 23 goles quedando en la decimoquinta posición. En el Campeonato Uruguayo de Primera División 2012-13 jugó 27 partidos en donde le encajaron 37 goles en la tabla anual quedaron en la séptima posición quedándose a un paso de clasificar a la Copa Sudamericana. En el Campeonato Uruguayo de Primera División 2013-14 jugó 18 partidos en donde le encajaron 22 goles quedando nuevamente  en la séptima posición quedándose a un paso de clasificar a la Copa Sudamericana. En el Campeonato Uruguayo de Primera División 2014-15 jugó 19 partidos en donde le encajaron 22 goles en la tabla anual quedaron en la novena posición.

### Club Nacional
El 30 de julio de 2015 fue anunciado como nuevo jugador del Club Nacional de Football cedido por el CA Fénix. Estuvo en la banca en la Copa Sudamericana 2015 en donde fueron eliminado en la segunda fase 2 a 0 ante el Independiente Santa Fe, debutó con el club el 28 de febrero de 2016 en la derrota 2 a 0 contra el Plaza Colonia en el Campus Municipal Profesor Alberto Suppici en donde fue titular y jugó todo el partido. Fue subcampeón del Campeonato Uruguayo de Primera División 2015-16 en donde jugó 1 partido y le encajaron 2 goles. En la Copa Libertadores 2016 jugó 1 partido en donde fueron eliminado en los cuartos de finales por penales 3 a 4 contra Boca Juniors. Salió campeón del Campeonato Uruguayo de Primera División 2016 en donde estuvo en la banca todo el campeonato. Salió campeón del Torneo Intermedio 2017 en donde estuvo en la banca en dicho torneo. En la Copa Libertadores 2017 estuvo en la banca todo el torneo en donde fueron en los octavos de final contra el Botafogo de Futebol e Regatas en un global 3 a 0. En el Campeonato Uruguayo de Primera División 2017 jugó 1 partido en donde le encajaron 2 goles quedando en la tercera posición. Fue subcampeón Supercopa Uruguaya 2018 en donde estuvo en la banca. Salió campeón del Torneo Apertura 2018 en donde jugó 8 partidos y le encajaron 6 goles. Salió campeón del Torneo Intermedio 2018 en donde jugó 3 partidos y le encajaron 2 goles. Quedó subcampeón del Torneo Clausura 2018 en donde jugó 5 partidos y le encajaron 6 goles. Fue subcampeón del Campeonato Uruguayo de Primera División 2018 en donde jugó 16 partidos y le encajaron 27 goles. Salió campeón de la Supercopa Uruguaya 2019 en donde estuvo en la banca. En la Copa Libertadores 2019 jugó 4 partidos y en donde le encajaron 3 goles y fueron eliminados en los octavos de final contra el Sport Club Internacional en un global de 3 a 0. Salió campeón del Torneo Clausura 2019 en donde jugó 15 partidos y le encajaron 10 goles. Salió campeón del Campeonato Uruguayo de Primera División 2019 en donde jugó 24 partidos y en donde le encajaron 15 goles. Salió campeón de la Supercopa Uruguaya 2020 en donde fue titular y jugó todo el partido. Salió subcampeón del Torneo Apertura 2020 en donde jugó 9 partidos y le encajaron 11 goles. Salió campeón del Torneo Intermedio 2020 en donde estuvo en la banca todo el torneo. En la Copa Libertadores 2020 jugó 4 partidos y le encajaron 7 goles en donde fueron eliminados en los cuartos de final contra River Plate en un global 2 a 8. Salió campeón del Campeonato Uruguayo de Primera División 2020 en donde jugó 9 partidos y le encajaron 11 goles.

### CA Fénix
El 4 de abril de 2021 fue anunciado como nuevo jugador del CA Fénix siendo esta su tercera etapa con el club. Disputó su primer partido tras su regreso el 7 de abril de 2021 en el empate 0 a 0 contra el Montevideo City Torque en el Estadio Centenario en donde fue titular y jugó todo el partido. En la Copa Sudamericana 2021 jugó 2 partidos en donde quedaron eliminados en la primera fase contra el Montevideo City Torque en un global 0 a 2. En el Campeonato Uruguayo de Primera División 2021 jugó 20 partidos y le encajaron 24 goles en la tabla anual quedando en la novena posición a un paso de la Copa Sudamericana.

### Unión Española
El 1 5 de enero de 2022 fue anunciado como nuevo jugador de la Unión Española. Debutó con el club el 13 de febrero de 2022 en la derrota 2 a 1 contra el Club Deportivo Universidad Católica en el Estadio San Carlos de Apoquindo en donde fue titular y jugó todo el partido. En la Copa Sudamericana 2022 jugó 2 partidos en donde fueron eliminados en la primera fase ante el Deportes Antofagasta por penales 1 a 4 tras un global del marcador 2 a 2. Fue subcampeón de la Copa Chile 2022 en donde 3 partidos y le encajaron 2 goles perdiendo la final por penales 7 a 3 tras un empate 2 a 2 contra el Club Deportivo Magallanes. En la Primera División de Chile 2022 jugó 21 partidos y en donde le encajaron 30 goles en donde quedaron en la undécima posición. En la Copa Chile 2023 jugó 1 partido y le encajaron 1 gol. En la Primera División de Chile 2023 estuvo en el banca la mita del torneo.

### Racing Club
El 29 de julio de 2023 fue anunciado como nuevo jugador del Racing Club de Montevideo cedido por la Unión Española. Debutó con el club el 20 de agosto de 2023 en la derrota 1 a 0 contra el Boston River en el Estadio Juventud Parque Artigas en donde fue titular y jugó todo el partido. En el Campeonato Uruguayo de Primera División 2023 jugó 13 partidos y le encajaron 11 goles en la tabla anual quedó en la sexta posición clasificando a la Copa Sudamericana. El 31 de diciembre de 2023 terminó su cesión con el club.

### Club Nacional
El 13 de enero de 2024 fue anunciado como nuevo jugador del Club Nacional de Football siendo esta su segunda etapa. Disputó su primer partido con el club tras su regreso el 16 de febrero de 2024 en la victoria 2 a 1 contra el Club Atlético River Plate en el Estadio Gran Parque Central en donde fue titular y jugó todo el partido.

## Selección nacional

### Selecciones menores
Fue convocado por la selección Sub-20 de Panamá para disputar el Torneo Sub-20 de la Concacaf 2007 en donde jugó 3 partidos y le encajaron 8 goles quedando en el segundo lugar del grupo A clasificando al mundial, en el Copa Mundial de Fútbol Sub-20 de 2007 jugó 3 partidos y en donde le encajaron 8 goles, en el Campeonato Sub-20 de la Concacaf de 2011 jugó 2 partidos en donde no le encajaron goles quedando en el cuarto lugar y en la Copa Mundial de Fútbol Sub-20 de 2011 jugó 3 partidos y le encajaron 5 goles quedándose en la fase de grupos y con la selección Sub-23 de Panamá para el disputar el Preolímpico de Concacaf de 2012 en donde jugó 7 partidos y le encajaron 10 goles quedándose en las fase de grupos.

#### Participaciones categorías menores
| Copa                     | Sede           | Resultado      | Partidos |
| ------------------------ | -------------- | -------------- | -------- |
| Campeonato Sub-20 2007   | Panamá         | Subcampeón     | 3        |
| Copa Mundial Sub-20 2007 | Canadá         | Fase de grupos | 3        |
| Campeonato Sub-20 2011   | Guatemala      | Cuarto lugar   | 2        |
| Copa Mundial Sub-20 2011 | Colombia       | Fase de grupos | 3        |
| Preolímpico de 2012      | Estados Unidos | Fase de grupos | 7        |

### Selección absoluta
Debutó con la selección absoluta el 7 de junio de 2009 en la derrota 3 a 2 contra la Selección de Jamaica en el Independence Park en donde fue titular y jugó todo el partido. En la Copa de Oro de la Concacaf 2011 jugó 1 partido en donde le encajaron 1 gol y en donde fueron eliminados en las semifinales contra la Selección de los Estados Unidos 1 a 0. Fue subcampeón de la Copa de Oro de la Concacaf 2013 en donde perdió la final 1 a o contra la selección de los Estados Unidos en el Soldier Field en donde estuvo en la banca, en dicho copa jugó 1 partido y no le encajaron goles. En la Clasificación de Concacaf para la Copa Mundial de Fútbol de 2014 jugó 2 partidos quedando en la quinta posición en la hexagonal final a un paso del repechaje. En la Copa de Oro de la Concacaf 2015 quedó en el tercer lugar en donde le ganó a la selección de los Estados Unidos por penales 3 a 4 después de quedar 0 a 0 en el PPL Park en donde fue titular y jugó todo el partido, en dicha copa jugó 1 partido y no le encajaron goles. En la Clasificación de Concacaf para la Copa Mundial de Fútbol de 2018 estuvo en la banca en 2 partidos la selección se clasificó al mundial pero fue excluido en ese periodo de la clasificación. En la Copa de Oro de la Concacaf 2019 jugó 3 partidos y le encajaron 3 goles en donde fue eliminado en la cuartos de final 1 a 0 contra la Selección de Jamaica en el Lincoln Financial Field en donde fue titular y jugó todo el partido. En la Liga de Naciones de la Concacaf 2019-20 jugó 1 partido y le encajaron 3 goles quedando eliminado en la fase de grupos. En la Copa de Oro de la Concacaf 2021 jugó 2 partidos y le encajaron 6 goles quedando eliminados en la fase grupos. En la Clasificación de Concacaf para la Copa Mundial de Fútbol de 2022 jugó 17 partidos y le encajaron 20 goles quedando en la quinta posición quedando a un paso del repechaje. En la Liga de Naciones de la Concacaf 2022-23 jugó 3 partidos y le encajaron 1 gol quedando en el cuarto lugar pierde 1 a 0 contra la Selección de México en el Allegiant Stadium en donde fue titular y jugó todo el partido. Fue subcampeón de la Copa de Oro de la Concacaf 2023 en donde perdieron la final 1 a 0 contra la selección de México en el SoFi Stadium estuvo en la banca, en dicho copa estuvo en la banca todos los partidos. En la Liga de Naciones de la Concacaf 2023-24 jugó 1 partido en donde quedó en el cuarto lugar. En la Copa América 2024 estuvo como suplente en toda la copa en donde fueron eliminados en los cuartos de final en donde perdieron 5 a 0 contra Colombia en el State Farm Stadium en donde fue suplente en el partido.

### Participaciones en selección nacional
| Copa                     | Sede                              | Resultado        | Partidos |
| ------------------------ | --------------------------------- | ---------------- | -------- |
| Copa Oro 2011            | Estados Unidos                    | Semifinales      | 1        |
| Copa Oro 2013            | Estados Unidos                    | Subcampeón       | 1        |
| Copa Oro 2015            | Estados Unidos Canadá             | Tercer lugar     | 1        |
| Copa Oro 2019            | Costa Rica Estados Unidos Jamaica | Cuartos de final | 3        |
| Liga de Naciones 2019-20 | Concacaf                          | Fase de grupos   | 1        |
| Copa Oro 2021            | Estados Unidos                    | Fase de grupos   | 2        |
| Liga de Naciones 2022-23 | Concacaf                          | Cuarto lugar     | 3        |
| Copa Oro 2023            | Estados Unidos Canadá             | Subcampeón       | 0        |
| Liga de Naciones 2023-24 | Concacaf                          | Cuarto lugar     | 1        |
| Copa América 2024        | Estados Unidos                    | Cuartos de final | 0        |
| Liga de Naciones 2024-25 | Concacaf                          | Subcampeón       | 0        |

## Estadísticas
Fuentes: Transfermarkt Soccerway

### Clubes
| Club                      | País    | Año       |
| ------------------------- | ------- | --------- |
| Tauro FC                  | Panamá  | 2006-2007 |
| Fénix                     | Uruguay | 2008-2009 |
| → RCD Mallorca B (cedido) | España  | 2010      |
| Fénix                     | Uruguay | 2010      |
| → Toulouse (cedido)       | Francia | 2011      |
| Fénix                     | Uruguay | 2011-2015 |
| Nacional                  | Uruguay | 2015-2020 |
| Fénix                     | Uruguay | 2021      |
| Unión Española            | Chile   | 2022-2023 |
| → Racing (cedido)         | Uruguay | 2023      |
| Nacional                  | Uruguay | 2024-Act. |

## Palmarés

### Campeonatos nacionales
| Título              | Equipo   | País    | Año  |
| ------------------- | -------- | ------- | ---- |
| Campeonato Uruguayo | Nacional | Uruguay | 2016 |
| Torneo Intermedio   | Nacional | Uruguay | 2017 |
| Torneo Apertura     | Nacional | Uruguay | 2018 |
| Torneo Intermedio   | Nacional | Uruguay | 2018 |
| Supercopa Uruguaya  | Nacional | Uruguay | 2019 |
| Torneo Clausura     | Nacional | Uruguay | 2019 |
| Campeonato Uruguayo | Nacional | Uruguay | 2019 |
| Torneo Intermedio   | Nacional | Uruguay | 2020 |
| Campeonato Uruguayo | Nacional | Uruguay | 2020 |
| Torneo Intermedio   | Nacional | Uruguay | 2024 |
| Supercopa Uruguaya  | Nacional | Uruguay | 2025 |